# Wasserturm Groß Vollstedt
| Wasserturm Groß Vollstedt | Wasserturm Groß Vollstedt       |
| Daten                     | Daten                           |
| ------------------------- | ------------------------------- |
| Baujahr:                  | 1925                            |
| Turmhöhe:                 | 10 m                            |
| Nutzhöhe:                 | div class="center"8 m           |
| Behälterart:              | Zylindrischer Behälter          |
| Volumen des Behälters:    | 80 m³                           |
| Ursprüngliche Nutzung:    | Wasserversorgung des Ortes      |
| Heutige Nutzung:          | Höhle für Eulen und Fledermäuse |

Der Wasserturm von Groß Vollstedt liegt auf einer kleinen Anhöhe im Nordosten des Ortes Groß Vollstedt im Kreis Rendsburg-Eckernförde. Bei dem Turm handelt es sich um ein schlichtes zylindrisches Backsteinbauwerk, das zugemauerte Türen und Fensteröffnungen erkennen lässt.

## Baugeschichte
Im Jahr 1907 gründete die Gemeinde Groß Vollstedt eine Wasserleitungs-Genossenschaft. Ein Brunnen wurde am niedrig gelegenen Meiereiweg gebohrt. Von dort aus förderte eine von einem Windrad angetriebene Pumpe das Wasser in das Rohrleitungsnetz. Da die Windkraft vermutlich für eine gleichmäßige Versorgung nicht ausreichte, errichtete man am höher gelegenen nordöstlichen Ortsausgang 1925 den Wasserturm. Der zunächst weiß gestrichene Bau verfügte über einen 60 m³ fassenden Wasserbehälter, der die Verbrauchsschwankungen ausgleichen konnte und einen gleichmäßigen Wasserdruck gewährleistete. Es handelte sich dabei nicht um einen Stahlbehälter, vielmehr wurde das Innere des Turms oben verputzt und diente unmittelbar zur Aufnahme des Wassers. Der Behälter war nur durch eine Dachluke zugänglich.
Nach dem Zweiten Weltkrieg zeigte die Konstruktion Schwächen: Der Putz war brüchig geworden und das Wasser lief an der Außenfassade herunter. Außerdem reichte das Volumen des Behälters für die gewachsene Bevölkerung des Ortes nicht mehr aus. So entschloss sich die Genossenschaft zu einer umfassenden Sanierung und Erweiterung des Turms, die im Jahr 1947 vorgenommen wurde:
- Der Turm wurde um 2 m erhöht, womit sein Fassungsvermögen auf 80 m³ anstieg.
- Der gesamte Turm wurde mit 25 cm starkem Mauerwerk ummantelt und erhielt zusätzlich eine 3 cm starke Asphaltschicht.

Bei den Maurerarbeiten entstanden auch die heute noch sichtbaren verblendeten Tür- und Fensteröffnungen. Türen oder Fenster hat es aber nie gegeben.
Ende der 1950er Jahre modernisierte die Genossenschaft das System. Ein neuer Brunnen mit moderner Pumpanlage und Drucksteuerung machte den Wasserturm zum Druckausgleich überflüssig. Der Turm wurde jedoch zunächst weiter als Löschwasserspeicher für den nördlichen Ortsteil genutzt, das Windrad wurde abgebaut.
1969 übernahm die Gemeinde das Bauwerk, weil die Genossenschaft die Erhaltungskosten nicht mehr aufbringen konnte. Nachdem bei einem Sturm das Dach abgerissen worden war und eine Notbetondecke das Mauerwerk überlastet hatte, war 1989 eine erneute Sanierung notwendig.

## Nachnutzung
Eine Umnutzung erfolgte 1998, als der Turm auch sein heutiges kegelförmiges Dach erhielt. Die Wasserspeicherung wurde endgültig aufgegeben, seitdem dient der Turm als Höhle für Fledermäuse und Eulen. Dazu wurde ein Einstieg in das Dach gebaut, so dass die Tiere hier ungehindert ein- und ausfliegen können. Die Umnutzung kam auf Initiative Groß Vollstedter Bürger in Zusammenarbeit mit der Arbeitsgruppe Fledermausschutz und dem Landesverband Eulenschutz zustande.